# Jiangsu Mudan

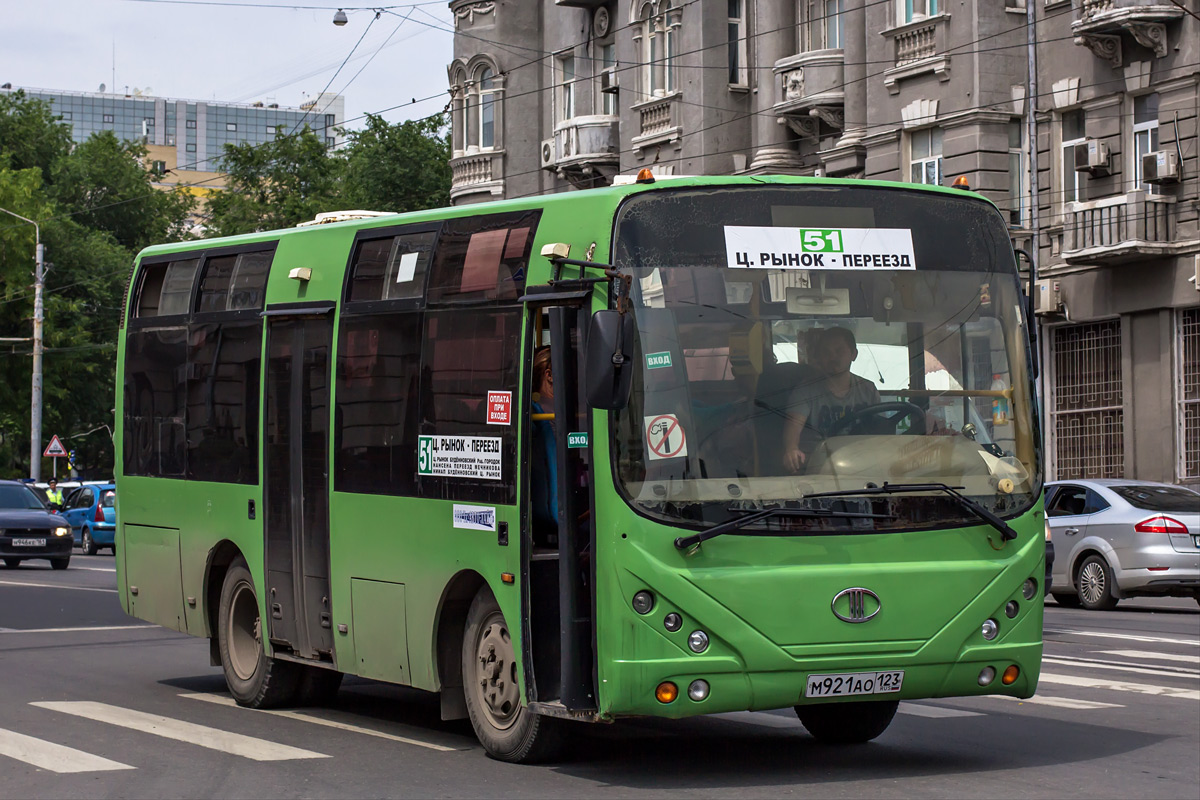
Mudan MD 6750, г. Ростов-на-Дону.

Jiangsu Mudan — китайский производитель автобусов в провинции Цзянсу. Наряду с компактными фургонами MD1020 длиной 3,2 м выпускает гамму автобусов MD6700 по лицензии японской компании Hino.
Одинаковая внешность японского автобуса Hino Liesse и китайского Jiangsu Mudan MD6700 вовсе не означает их полной идентичности по всем параметрам и набору основных агрегатов. Если японский прообраз имеет колесную базу 3550 мм, длину 6990 мм и оснащен единственным 175-сильным дизелем, то в китайское семейство входят 13 моделей, рассчитанных на выполнение самых разнообразных перевозок. Они носят обозначения MD6702, MD6750, MD6770 и MD6800, различаются видом кузова с одной или двумя боковыми дверями, типом силового агрегата, размером колесной базы 3300 или 3800 мм, габаритной длиной 7070-8000 мм и соответствующими им вместимостью салона на 27—34 пассажира. На автобусах применяются 4 типа 4-цилиндровых дизельных двигателей рабочим объемом 4087—5650 см3 мощностью 100—135 л.с. и два бензиновых в 90—122 л.с., 4- или 5-ступенчатая коробка передач. Полная масса машин 6,2—7,5 т. Максимальная скорость 90 км/ч.